# كارلوس ألفونسو
كارلوس ألفونسو (بالإنجليزية: Carlos Alfonso)‏ هو لاعب كرة قاعدة أمريكي، ولد في 18 ديسمبر 1950.